# Analytický soud
Analytický soud (analytický výrok, analytická věta) je takový výrok (či věta), jehož pravdivost či nepravdivost plyne apriori z analýzy použitých pojmů bez jakéhokoli empirického zkoumání. Tak soud „tělesa jsou rozprostraněná“ je nutně vždy pravdivý, protože představa rozprostraněnosti je už obsažena v pojmu tělesa. Opakem je soud syntetický, například „všechny labutě jsou bílé“, který vyžaduje ověření na všech labutích (a ukáže se tak jako nepravdivý). Rozlišení zavedl Immanuel Kant a hrálo pak významnou roli i v analytické filosofii a v logice.

## Kantova transcendentální filosofie
Úkolem transcendentální filosofie není podle Kanta zkoumat to, jak se věci mají, nýbrž zkoumat podmínky pravdivého poznání. Analytické soudy jsou a priori, tedy bez dalšího zkoumání stavu věcí, pravdivé nebo nepravdivé, což plyne z prosté analýzy pojmů. Ovšem analytický soud je v důsledku toho tautologický, čili nerozšiřuje poznání a může je pouze objasnit. Kant proto také mluví o „vysvětlujících soudech“.
Na druhé straně syntetické soudy sice mohou poznání rozšířit, jejich pravdivost či nepravdivost se však obvykle musí rozhodovat zkušeností, smyslovým poznáním, které není jisté. Jednou z hlavních otázek Kantovy filosofie poznání byla tudíž otázka, jak jsou syntetické soudy a priori možné. Kant byl přesvědčen, že takové soudy jsou možné například v matematickém důkazu.

## Analytická filosofie
Filosofie Vídeňského kruhu dostala později název „analytická filosofie“ proto, že viděla úlohu filosofie právě v analytických soudech; syntetické soudy příslušejí jednotlivým vědám. Soudy či věty, jež nejsou ani analytické ani ověřitelné zkušeností, nemají smysl. Tento postoj je ovšem sporný proto, že samo tvrzení, že všechny smysluplné soudy a věty musí být buď empirické nebo analytické, není ani analytické ani empirické. O jeho pravdivosti tedy nelze rozhodnout.
Roku 1951 uveřejnil americký logik a filosof Willard Van Orman Quine článek „Dvě dogmata empirismu“, kde celé rozlišení na analytické a syntetické soudy zpochybnil a prohlásil za neudržitelné dogma. Hlavní problém je v tom, že přísně vzato neumíme rozlišit, co je a co není v pojmech zahrnuto, pokud to nejsou pojmy matematické, logické nebo administrativní, a tedy přesně definované. Tak je v pojmu trojúhelníku jistě zahrnuto, že má tři vrcholy, nebo v pojmu plátce daně, že má jistý příjem, ale je například v pojmu havran zahrnuto, že je černý? V běžné řeči asi ano, logicky však nikoli. Quinovu argumentaci většina odborníků přijímá, rozlišení se však jako heuristická pomůcka dále používá.